# Ranulf de Glanvill
Ranulf de Glanvill, död 1190, var en engelsk jurist.
Efter mångårig verksamhet som sheriff i norra England blev Glanvill 1176 medlem av den kungliga domstolen och Englands främste domare och under Henrik II:s många utlandsresor i praktiken landets styresman. Sin huvudsakliga betydelse har Glanvill som omdanare av Englands rättsväsen och upprättare av curia regis. Glanvill verkade kraftigt för utbildandet av common law, och ett viktigt juridiskt arbete, Tractatus de legibus et consuetudinibus regni Angliæ (tryckt 1554) har tillskrivits honom.